# Brent Hill
Brent Hill – grodzisko z epoki żelaza w południowo-zachodniej Anglii, w hrabstwie Devon, wysokie na 311 m nad poziomem morza.